# HOME MADE 家族のRADIOCATION
HOME MADE 家族のRADIOCATION（ホームメードかぞくのレディオ・ケイション）は、HOME MADE 家族のMICROとKURO、U-ICHIのレギュラー番組である。全国のJFN系列28局で放送されている。HOME MADE 家族の本拠地といえる名古屋付近のFM AICHIではネットされてはいないが2010年1月よりネットが開始された。また、Radio80で聞くことができる。
2006年4月放送開始。この番組は放送当初からネット局は多いものの、同時期にブレイクし、現在のJFNでのレギュラー番組を持っているD-51より半年放送開始が遅い。放送基準日は、金曜日。

## コーナー
- 思いっきり家族会議
- OP-1グランプリ
- みんなの家族ゲーム
- RIDE ON RHYME!
- 自分で考えろ!のコーナー
- ザ・給湯室2
- どっちの常識ショー
- 心理の殿堂・心理ホーテ

## 過去のコーナー
- ドン・オーノ目撃談
- ザ・給湯室

## ネット局
短縮バージョンの局は降りコメントで25分番組として放送。
- エフエム青森 土曜24:30 短縮バージョン
- エフエム秋田 水曜21:30 短縮バージョン
- エフエム岩手 月曜21:00
- Boy-FM 土曜21:25
- FMぐんま 火曜21:00
- RADIO BERRY　金曜20：30 短縮バージョン（2006年11月24日～）
- FM-NIIGATA 木曜19：30 短縮バージョン
- FM長野 日曜22:00
- FMとやま 水曜21:00
- HELLO FIVE 火曜20:00
- FM福井 月曜21:00
- FM AICHI 日曜24：00 （2010年1月～）
- Radio80 日曜18:30 短縮バージョン （自社特別番組で休止になることがある）
- e-radio 月曜20:30 短縮バージョン
- V-air 日曜18:00
- FM岡山 金曜19:30 短縮バージョン
- HFM　土曜19：30
- FMY 月曜19:30 短縮バージョン
- Be fine786FM香川 土曜12:30 短縮バージョン
- FM徳島 火曜21:30 短縮バージョン
- Air-Radio FM88 月曜21:00
- fm nagasaki 金曜21:00
- FMS 水曜21:30 短縮バージョン
- エフエム熊本 水曜15:30 短縮バージョン
- JOY FM 月曜20:25
- FM沖縄 日曜24:30

## 途中打ち切りの局
- TOKYO FM 水曜21：00 短縮バージョン（2006年4月から2007年3月まで放送）
- radio CUBE FM三重 土曜24:30 （2006年4月～2009年9月まで放送）
- μ FM 木曜21:00　（放送期間不明）
- Hi-six 木曜21:30 短縮バージョン　（?～2009年9月まで放送）

## 脚
1. ↑  又、場合によってはe-radioでも聴取可能。